# Список претендентов на 80-ю премию «Оскар» за лучший фильм на иностранном языке

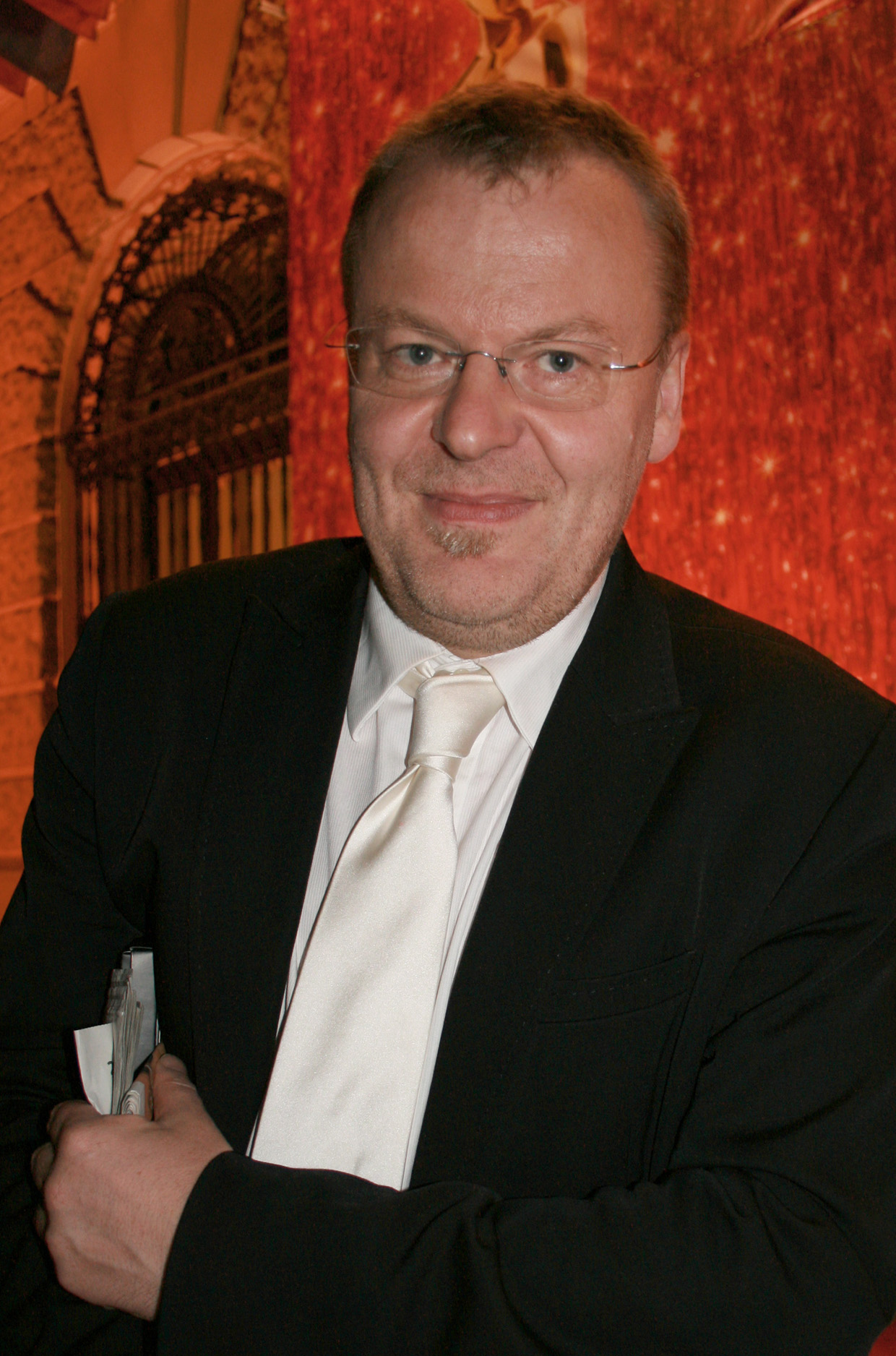
Премию «Оскар» за лучший фильм на иностранном языке получил фильм «Фальшивомонетчики» австрийского режиссёра Штефана Рузовицки

Данная статья представляет собой список фильмов, выдвинутых на 80-ю премию «Оскар» за лучший фильм на иностранном языке. С момента создания категории в 1956 году Академия кинематографических искусств и наук ежегодно приглашает киноиндустрии разных стран для выдвижения их лучших фильмов на премию «Оскар». Награда ежегодно вручается Американской академией киноискусства фильмам, производимым за пределами США. Оскаровский комитет наблюдает за процессом и рассматривает все выдвинутые фильмы.

## Критерии
Фильм, отобранный для категории «Лучший фильм на иностранном языке», должен соответствовать следующим критериям:
1. Продолжительность фильма — более 40 минут;
2. Фильм должен быть снят за пределами США;
3. Более 50% диалогов должно быть исполнено на любом языке, кроме английского;
4. Фильм должен быть выпущен в период с 1 января по 30 ноября предыдущего года;
5. Фильм должен публично демонстрироваться не менее 7 дней подряд в кинотеатре;
6. Фильм должен быть представлен на пленке шириной 35 мм или 70 мм или же в формате цифрового кино с прогрессивной разверткой 24 или 48 кадров с минимальным разрешением проектора 2048 x 1080 пикселей;
7. Фильм не обязательно должен был быть выпущен в США.

Каждая страна может отправить только один фильм. Фильмы, которые демонстрируются публичным образом вне в кинотеатре, не имеют право на участие в отборе в данной категории.

## Выдвинутые фильмы
В общей сложности 63 страны выдвинули свои фильмы, в том числе Азербайджан и Ирландия, которые представили свои фильмы в первый раз. Некоторые из представленных фильмов стали предметом дискуссий. Академия установила, что представленные фильмы из Израиля и Тайваня не отвечали её требованиям, в результате обеим странам пришлось заменить свои фильмы.
15 января 2008 года был опубликован шорт-лист из девяти фильмов. Академия не включила в шорт-лист фильм румынского режиссёра Кристиана Мунджу «4 месяца, 3 недели и 2 дня», который выиграл Золотую пальмовую ветвь на Каннском кинофестивале 2007. 22 января 2008 года были объявлены пять номинантов: «Фальшивомонетчики» (Австрия), «Бофор» (Израиль), «Катынь» (Польша), «Монгол» (Казахстан), «12» (Россия). Лауреатом премии стал фильм «Фальшивомонетчики» австрийского режиссёра Штефана Рузовицки.
|  | Номинирован |

|  | Номинирован |

|  | Номинирован |

|  | Номинирован |